# Севрюкаево
Севрюка́ево (чув. Ҫӑлкуҫ — «источник, родник») — село в Ставропольском районе Самарской области. Административно входит в сельское поселение Севрюкаево, являясь его административным центром. 

## География
Село находится на юге Самарской Луки в 2 км от берега Волги (протока Кольцовская воложка). Расположено в 60 км от райцентра. Связано автомобильными дорогами с селами Кармалы, Лбище, Мордово. В 20 км от села проходит трасса М-5. 

## Название
Название села происходит от чувашского имени одного из первопоселенцев — Севрюкай (Севрюкей).

## История
Основано в начале XVIII века, чувашами – переселенцами из д. Новый Тёплый Стан (ныне Тёплый Стан) на Брусяном Ключе Самарского уезда. 
В 1-й половине XVIII в. принадлежало казне, в 1768 году подарено графам Орловым. С 1794 года, после раздела между братьями, досталось Ф. Г. Орлову, в 1802 году унаследовано его дочерью Е. В. Новосильцевой. В 1848 году, после смерти владелицы, отошло её племяннику В. П. Давыдову (впоследствии Орлову-Давыдову), выделившему в 1856 году село в приданое своей дочери Н. В. Долгоруковой. После реформы 1861 году Долгоруковы сохранили за собой основной массив земли и угодий при этом селе, выделив крестьянам по 1 десятин на мужскую душу. 
В 1780 году, при создании Симбирского наместничества, деревня Севрюкаева, помещиковых крестьян, вошла в состав Самарского уезда.
В XIX веке входило в Сызранский уезд Симбирской губернии.
В 1897 году открыта земская инородческая чувашская школа.

## Демография
| 2010 |
| ---- |
| 592  |

| Демографические показатели |          |      |      |          |      |          |          |      |      |      |      |      |      |
| Всего                      |          |      |      |          |      |          |          |      |      |      |      |      |      |
| год                        | 1719     | 1747 | 1762 | 1781     | 1795 | 1844     | 1857     | 1879 | 1897 | 1913 | 1928 | 1989 | 2002 |
| чел                        | 103 муж. | 121  | 153  | 155 муж. | 790  | 349 муж. | 273 муж. | 589  | 539  | 546  | 670  | 698  | 595  |

## Ссылка
- СЕВРЮКАЕВО